# شواظ (عبوة ناسفة)
شواظ هي عبوة ناسفة فلسطينية (غزة)، مضادة للدبابات والعربات العسكرية والأفراد، صنعت محلياً في وحدة التصنيع التابعة لكتائب الشهيد عز الدين القسام الجناح العسكري الجهادي لحركة المقاومة الإسلامية (حماس).

## تاريخ
بدأت صناعة العبوات الفلسطينية من بداية انتفاضة الأقصى. وتطورت عبوة شواظ على مدار سنوات، وكان الاستخدام الأول للنسخة الأخيرة منها، والأشد تدميرًا في عام 2006 ضد دبابة ميركافا إسرائيلية، في منطقة الإسراء غرب بيت لاهيا، شمالي قطاع غزة.

## نماذج مختلفة
- شواظ-1
- شواظ-2
- شواظ-3
- شواظ-4
- شواظ-5
- شواظ-6
- شواظ-7

أوائل هذه النماذج (شواظ -1) كانت العبوة التي كانت تحتوي على أربعين كيلو جرام من المواد المتفجرة شديدة الانفجار وتم تطوير هذه العبوات بسلسلة من العبوات الأخرى.
ثم عبوة شواظ الثانية ثم الثالثة، الرابعة، الخامسة، السادسة، السابعة إلى أن وصلنا إلى آخر عبوة وهي عبوة شواظ.

## مواصفات
عبوة شواظ (آخر نسخة -7-) تحتوي على ثلاثة كيلو ونصف من المواد المتفجرة شديدة الانفجار، يمكنها اختراق حديد سمكه 38 سم في تسع قطع كل قطعة سمكها خمسة سنتيمتر، المسافة بين العبوة وبين الحديد ستين سنتيمتر تقريبا دبابة. وتفجر العبوة، من خلال صاعق كهربائي، ولكنها تحتاح إلى وضعها في منطقة قريبة من بدن الآلية المدرعة.

## الملاحظات
1. ↑  شواظ: اللهب الذي لا دخان فيه؛ وهج النار ولهيبها، «يرسل عليكما شواظ من نار ونحاس فلا تنتصران». الرحمن 35